# 华东师范大学对外汉语学院
对外汉语学院，为华东师范大学的一个学院，成立于2002年8月，由原人文学院对外汉语系、国际中国文化学院以及对外汉语远程教学中心组建而成。学院是教育部国家对外汉语教学基地，国务院侨办华文教学基地（国家级），也是国内最早设立的对外汉语学院。
现设对外汉语系、汉语言系（外国学生本科）、汉语文化教学中心、对外汉语远程教学中心四个系级教学科研单位，以及应用语言研究所和非物质文化遗产保护研究中心等。